# Arielle Adda
Pour les articles homonymes, voir Adda (homonymie).
 (février 2017).
Si vous disposez d'ouvrages ou d'articles de référence ou si vous connaissez des sites web de qualité traitant du thème abordé ici, merci de compléter l'article en donnant les références utiles à sa vérifiabilité et en les liant à la section « Notes et références ».
Arielle Adda est une psychologue française[Depuis quand ?].  

## Biographie
Arielle Adda est une psychologue spécialiste des problèmes des enfants  et adolescents appelés « surdoués » présentant des QI élevés (qu'elle préfère appeler « enfants doués »), et souffrant parfois de problèmes d'intégration, particulièrement en milieu scolaire. Elle donne des conférences sur le sujet et participe à de nombreux colloques, tant en France qu'à l'étranger. Elle intervient aussi au sujet des adultes « doués » et de leur parcours.
Elle a travaillé en dispensaire d'hygiène sociale, en institut spécialisé et en cabinet de recrutement, et a été la psychologue référente de l'association Mensa France de 1977 à 1998.
Arielle Adda intervient également dans diverses conférences, émissions de radios et TV, en France et à l'étranger, comme en 1995 dans l'émission Ça se discute de Jean-Luc Delarue : Génies en herbe sont-ils des enfants comme les autres?. Elle a été au Liban et à l'Île Maurice. Elle exerce aujourd'hui en qualité de psychologue libérale en cabinet.
Ses premiers écrits remontent au milieu des années 1980, d'abord dans la revue interne à l'association Mensa France, puis, plus tard, pour différents éditeurs. Dans ses livres, elle aborde des questions relatives aux enfants doués : le milieu familial, les tests (de QI et de personnalité), l'affectivité, les relations avec le milieu scolaire, l'échec scolaire chez les enfants doués non reconnus, etc., et les adultes que sont devenus les enfants doués. Elle intervient souvent dans la presse et dans des colloques publics, surtout associatifs. Depuis 2012, elle publie des chroniques régulières sur le site « Le Journal des femmes », magazine féminin en ligne.

## Publications
- Le Livre de l'enfant doué : Le découvrir, le comprendre, l'accompagner sur la voie du plein épanouissement, préface de Jean-Charles Terrassier, éditions Solar, 1999  (ISBN 2-263-02851-X)
- Avec Hélène Catroux, L'Enfant doué : L'Intelligence réconciliée, coordination Laurence Godec, éditions Odile Jacob, 2003  (ISBN 2-7381-1359-1)
- (Chapitre) « L'affectivité de l'enfant doué au sein de sa famille », in André Giordan et Monique Binda, Comment accompagner les enfants intellectuellement précoces, éditions Delagrave, 2006  (ISBN 978-2-206-01065-6)
- Avec Thierry Brunel, Adultes sensibles et doués : Trouver sa place au travail et s'épanouir , éditions Odile Jacob, 2015  (ISBN 978-2738132260)
- Psychologies des enfants très doués, éditions Odile Jacob, 2018  (ISBN 2738144306)
- Faire le bon choix amoureux - Les adultes doués et la quête amoureuse, éditions Odile Jacob, 2020  (ISBN 978-2-7381-5285-5)
- De l'enfant à l'adulte doué : Construire sa personnalité, éditions Odile Jacob, 2025  (ISBN 978-2415011222)